# Theridion palmgreni
Theridion palmgreni is een spinnensoort in de taxonomische indeling van de kogelspinnen (Theridiidae).
Het dier behoort tot het geslacht Theridion. De wetenschappelijke naam van de soort werd voor het eerst geldig gepubliceerd in 1986 door Yuri M. Marusik & Tsellarius.